# Пак Сан Ён
Пак Сан Ён (кор. 박상영, род. 16 октября 1995 года) — южнокорейский фехтовальщик на шпагах, олимпийский чемпион 2016 года в личном первенстве, чемпион Азиатских игр, серебряный призёр чемпионата мира 2014 года в командном первенстве.
Родился в 1995 году. В 2012 году стал чемпионом мира среди юниоров. В 2014 году стал чемпионом Азиатских игр и серебряным призёром чемпионата мира. В 2015 году выиграл серебряную медаль в командных соревнованиях на чемпионате мира.